# Licuala dasyantha
Licuala dasyantha är en enhjärtbladig växtart som beskrevs av Karl Ewald Maximilian Burret. Licuala dasyantha ingår i släktet Licuala och familjen Arecaceae. IUCN kategoriserar arten globalt som sårbar. Inga underarter finns listade i Catalogue of Life.